# 根特钟楼

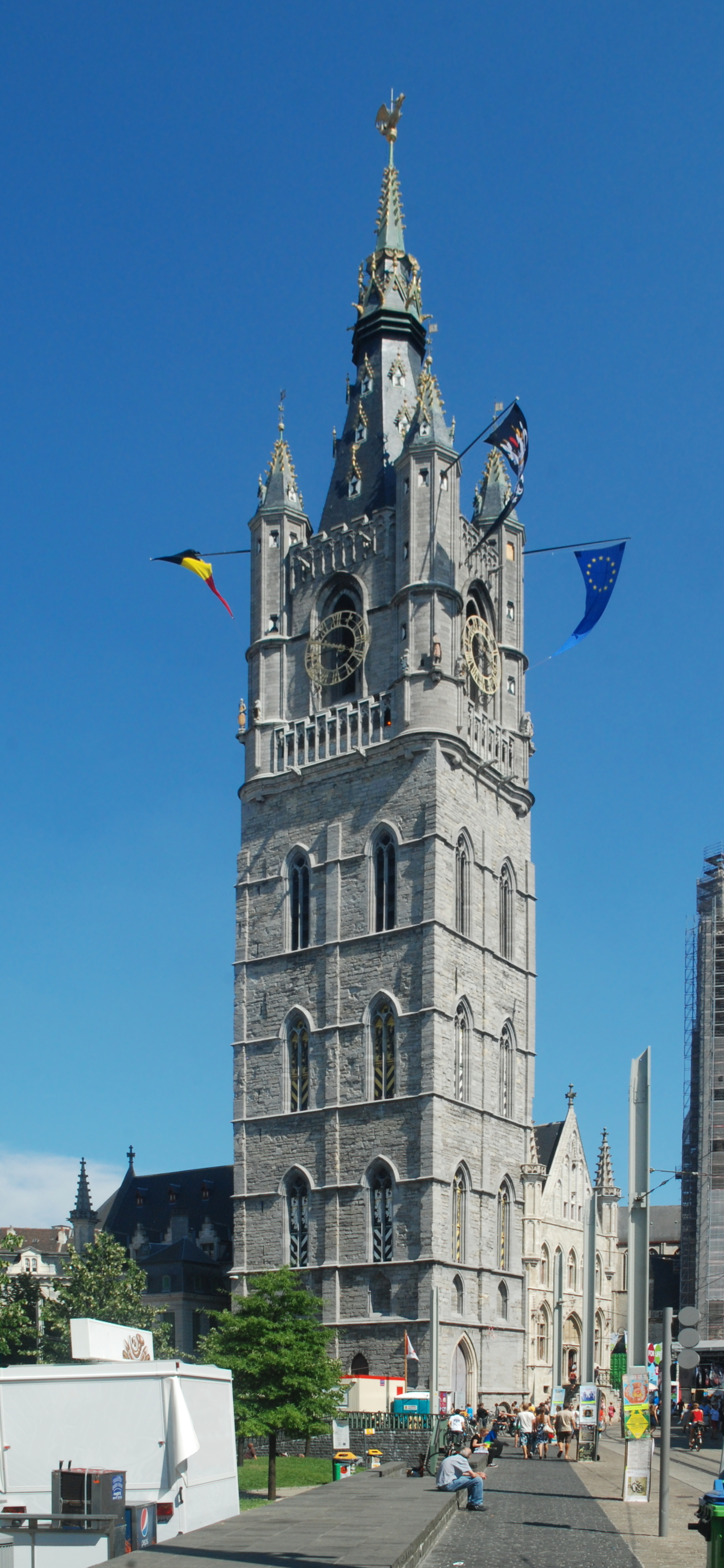
根特钟楼

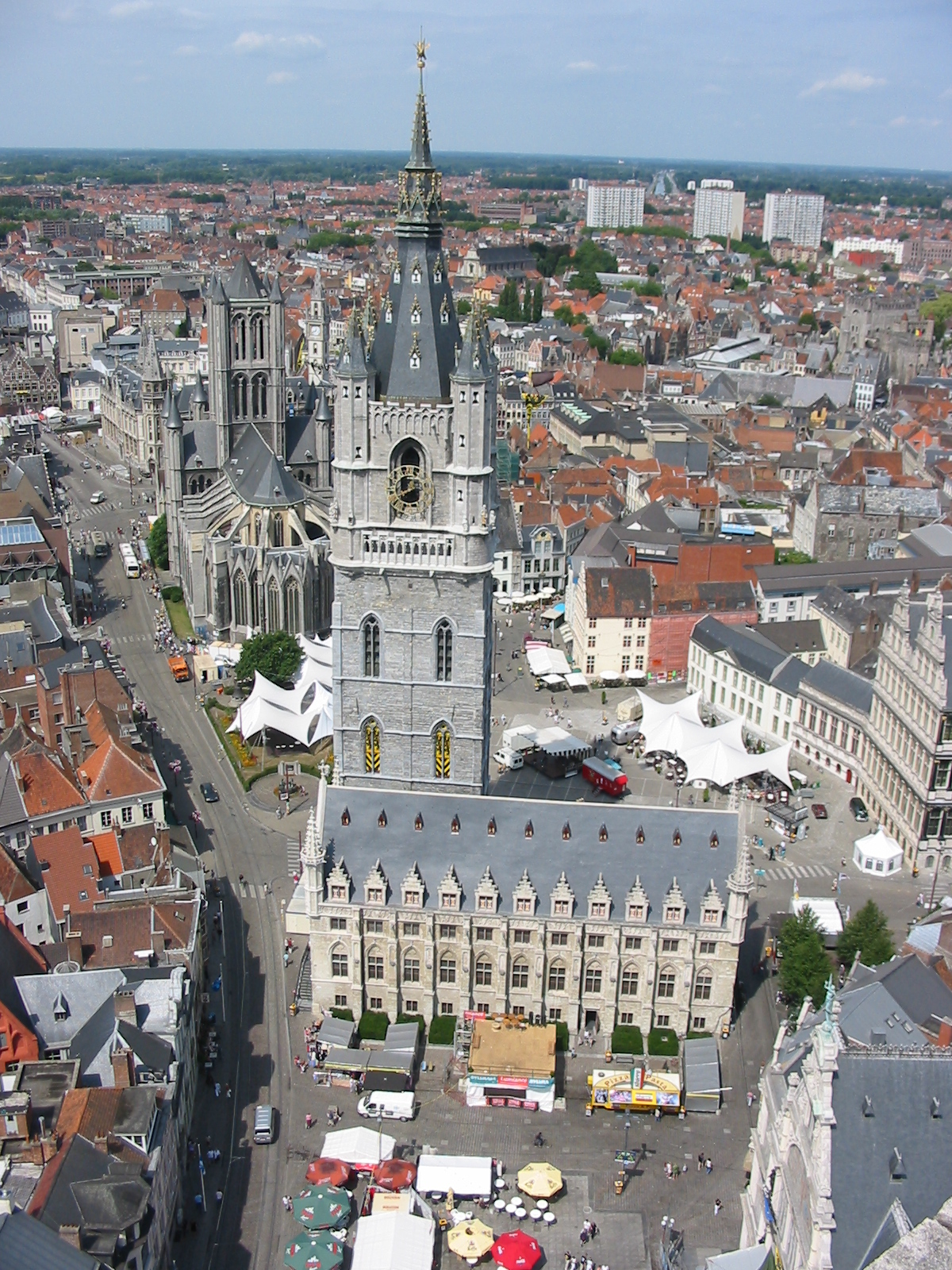
根特钟楼

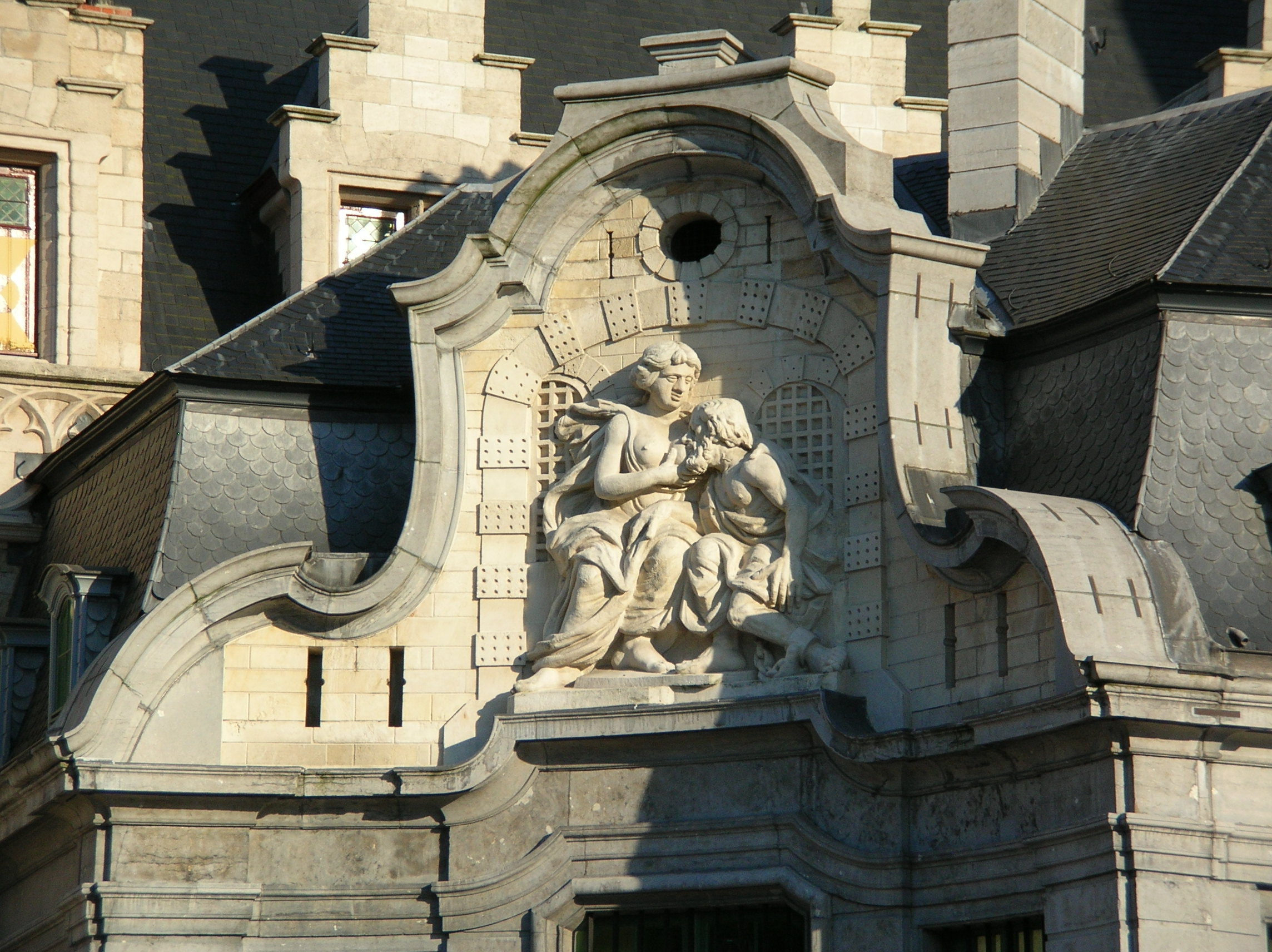
Statue depicting Mammelokker legend

根特钟楼高91米，是比利时根特俯瞰老城区中心的三座中世纪塔楼之一，另外两座属于圣巴夫主教座堂和圣尼各老堂。
根特钟楼的建设始于1313年，1380年完成。它不仅用于报时和警报，也曾用作瞭望塔。
根特钟楼，连同其附属建筑，作为比利时和法国的钟楼的一部分，被联合国教科文组织列入世界遗产名录。